# Francisca Ordega
Francisca "Franny" Ordega (sinh ngày 19 tháng 10 năm 1993) là một cầu thủ bóng đá chuyên nghiệp người Nigeria đang chơi cho Atlético Madrid ở Primera División theo dạng cho mượn từ Washington Spirit chơi cho Liên đoàn Bóng đá nữ Quốc gia - National Women Soccer League (NWSL). Cô là một trong những thành viên đội tuyển bóng đá quốc gia Nigeria (Super Falcons) tham gia cả Giải vô địch bóng đá nữ thế giới FIFA và Giải vô địch nữ châu Phi.

## Sự nghiệp quốc tế
Ordega tham gia thi đấu trong đội hình đội tuyển bóng đá quốc gia Nigeria ở tất cả các cấp. Với độ tuổi dưới 17, cô đã chơi World Cup FIFA U-17 dành cho nữ 2010 và với cầu thủ dưới 20 tuổi tại World Cup FIFA U-20 dành cho nữ 2012. Ở cấp độ quốc gia, cô chơi trong các giải đấu FIFA World Cup 2011 và 2015. Sau đó, cô lần đầu tiên ghi bài tại một kỳ World Cup của mình bằng cách ghi bàn thắng gỡ hòa cho Nigeria trước Thụy Điển vào ngày 8 tháng 6 năm 2015 tại Winnipeg, Manitoba, Canada. Trận đấu hấp dẫn đã kết thúc với tỉ số 3-3 và là trận mở màn bảng D.
Cô cũng là một thành viên của đội tuyển Nigeria tham gia Giải vô địch nữ châu Phi năm 2010 và 2014, và cùng đội tuyển giành chiến thắng cả hai giải đấu.
Năm 2018, cô cũng là thành viên của đội tuyển Nigeria đã giành Cúp bóng đá nữ châu Phi 2018 tổ chức tại Ghana, một giải đấu mà cô có hai bàn thắng và hai pha kiến tạo và giành giải Nữ cầu thủ của trận đấu trong trận đấu cuối cùng với đội tuyển Nam Phi.